# اسکاتیش واتر
اسکاتیش واتر (انگلیسی: Scottish Water) شرکت آی اسکاتلندی است، که در سال ۲۰۰۲ تأسیس شد.